# Jesús Ángel García
Jesús Ángel García Bragado (Madrid, 1 de outubro de 1969), é um atleta espanhol especializado em marcha atlética. É um dos atletas com mais longa carreira na élite desportiva, tendo participado em oito Jogos Olímpicos e nove Campeonatos Mundiais.
É treinado pelo antigo praticante, e também marchador olímpico espanhol, Valentí Massana.